# Hirundo leucosoma
La golondrina alipinta (Hirundo leucosoma) es una especie de ave paseriforme de la familia Hirundinidae endémica de África occidental. Se encuentra en Benín, Burkina Faso, Camerún, Costa de Marfil, Gambia, Ghana, Guinea, Guinea-Bissau, Malí, Nigeria, Senegal, Sierra Leona y Togo.